# 金山明
金山 明（かなやま あきら、1924年7月17日 - 2006年9月2日）は、日本の画家・現代美術家。

## 経歴
1924年7月17日、兵庫県尼崎市に生まれる。
具体美術協会の初期メンバーであった。妻は同じく美術家の田中敦子。1947年に多摩美術大学を中退し、大阪市立美術研究所で学んだ。グタイミニピナコテカ、ギャラリーHAM等で作品を発表した。
2006年9月2日、肺癌のため死去。82歳没。

## 出演

### ドキュメンタリー
- 田中敦子　もうひとつの具体　（岡部あおみ監督）